# Andreas I. (Metten)
Andreas I. OSB († 1435 in Metten) war ein deutscher Benediktiner und Abt in Kloster Metten. 

## Biographie
Wie schon sein Vorgänger Petrus I. bemüht sich auch Abt Andreas I. um die Sicherung der rechtlichen Stellung des Klosters. Deshalb lässt er im Jahr 1431 die bestehenden Rechte und Besitzungen des Klosters durch Herzog Heinrich XVI. den Reichen von Bayern-Landshut bestätigen. Nicht gesichert ist, ob Abt Andreas von Metten im Jahr 1433 an einer Eingabe anderer Äbten aus dem Bistum Regensburg beim Konzil von Basel  beteiligt war, die sich auf die hohen Abgaben bezog, die von den Äbten und Klöstern an die Fürsten zu entrichten waren. Die an dieser Eingabe beteiligten Äbte wurden daraufhin vom Konzil exkommuniziert. Ein genaues Todesdatum von Abt Andreas ist nicht bekannt. Sein Grabstein scheint später beim Bau des Südturmes der Klosterkirche als Teil der Anlage der Treppe verwendet worden zu sein.